# Tibor Végh
Tibor Végh (Székesfehérvár, 31 marzo 1956) è un ex calciatore ungherese, di ruolo difensore.

## Carriera

### Club
Ha totalizzato 437 incontri e 7 reti in quindici stagioni della massima divisione ungherese, prevalentemente con la maglia del Videoton. Con i Vidi ha anche disputato 23 gare nelle competizioni europee segnando due reti e disputando con la fascia di capitano l'incontro di andata della finale di Coppa UEFA 1984-1985 persa contro il Real Madrid.

### Nazionale
Esordì in Nazionale maggiore il 29 aprile 1987, subentrando a Sándor Sallai durante l'incontro con i Paesi Bassi valevole per le qualificazioni agli Europei del 1988.

## Statistiche

### Cronologia presenze e reti in nazionale
| Cronologia completa delle presenze e delle reti in nazionale ― Ungheria | Cronologia completa delle presenze e delle reti in nazionale ― Ungheria | Cronologia completa delle presenze e delle reti in nazionale ― Ungheria | Cronologia completa delle presenze e delle reti in nazionale ― Ungheria | Cronologia completa delle presenze e delle reti in nazionale ― Ungheria | Cronologia completa delle presenze e delle reti in nazionale ― Ungheria | Cronologia completa delle presenze e delle reti in nazionale ― Ungheria | Cronologia completa delle presenze e delle reti in nazionale ― Ungheria |
| Data                                                                    | Città                                                                   | In casa                                                                 | Risultato                                                               | Ospiti                                                                  | Competizione                                                            | Reti                                                                    | Note                                                                    |
| ----------------------------------------------------------------------- | ----------------------------------------------------------------------- | ----------------------------------------------------------------------- | ----------------------------------------------------------------------- | ----------------------------------------------------------------------- | ----------------------------------------------------------------------- | ----------------------------------------------------------------------- | ----------------------------------------------------------------------- |
| 29-4-1987                                                               | Rotterdam                                                               | Paesi Bassi                                                             | 2 – 0                                                                   | Ungheria                                                                | Qual. Euro 1988                                                         | -                                                                       | 40’                                                                     |
| Totale                                                                  |                                                                         | Presenze                                                                | 1                                                                       |                                                                         | Reti                                                                    | 0                                                                       |                                                                         |

## Palmarès

### Competizioni internazionali
- Coppa Intertoto: 2

Videoton: 1983, 1984